# Rhamphomyia mollipes
Rhamphomyia mollipes är en tvåvingeart som beskrevs av Frey 1953. Rhamphomyia mollipes ingår i släktet Rhamphomyia och familjen dansflugor. Inga underarter finns listade i Catalogue of Life.